# 1928年サンモリッツオリンピックのクロスカントリースキー競技
1928年サンモリッツオリンピックのクロスカントリースキー競技（1928ねんサンモリッツオリンピックのクロスカントリースキーきょうぎ）は、1928年2月14日から2月17日までスイス、サンモリッツで行われた。

## 競技結果

### 男子18km
- 1928年2月17日
- エントリー49人：完走44人
- Sports-Reference.com (Olympics) のアーカイブ (英語)
- 1928年サンモリッツオリンピックのクロスカントリースキー競技 - Olympedia（英語）
- サンモリッツオリンピック公式記録(PDF):P10

| 順位 | 名前                           | 国・地域     | 記録          |
| ---- | ------------------------------ | ------------ | ------------- |
| 1    | ヨハン・グロットムスブローテン | ノルウェー   | 1時間37分01秒 |
| 2    | オーレ・ヘッゲ                 | ノルウェー   | 1時間39分01秒 |
| 3    | ライダル・エーデゴール         | ノルウェー   | 1時間40分11秒 |
| 4    | ヴェリ・サーリネン             | フィンランド | 1時間40分57秒 |
| 5    | ハーグバルト・ホーコンセン     | ノルウェー   | 1時間41分29秒 |
| 6    | ペール＝エリック・ヘトルンド   | スウェーデン | 1時間41分51秒 |
| 7    | ラーシュ＝テオドール・ヨンソン | スウェーデン | 1時間41分59秒 |
| 7    | マルッティ・ラッパライネン     | フィンランド | 1時間41分59秒 |
| 9    | スヴェン・ウッターストローム   | スウェーデン | 1時間42分04秒 |
| 10   | ヴィレ・マッティラ             | フィンランド | 1時間44分37秒 |
| 26   | 矢沢武雄                       | 日本         | 2時間02分29秒 |
| 30   | 竹節作太                       | 日本         | 2時間04分20秒 |
| 31   | 永田実                         | 日本         | 2時間04分23秒 |
| 36   | 高橋昴                         | 日本         | 2時間10分57秒 |

### 男子50km
- 1928年2月14日
- エントリー41人：完走30人
- Sports-Reference.com (Olympics) のアーカイブ (英語)
- 1928年サンモリッツオリンピックのクロスカントリースキー競技 - Olympedia（英語）
- サンモリッツオリンピック公式記録(PDF):P8

| 順位 | 名前                         | 国・地域     | 記録          |
| ---- | ---------------------------- | ------------ | ------------- |
| 1    | ペール＝エリック・ヘトルンド | スウェーデン | 4時間52分03秒 |
| 2    | グスタフ・ヨンソン           | スウェーデン | 5時間05分30秒 |
| 3    | ヴォルゲー・アンデション     | スウェーデン | 5時間05分30秒 |
| 4    | オーラフ・チュエルボトン     | ノルウェー   | 5時間14分22秒 |
| 5    | オーレ・ヘッゲ               | ノルウェー   | 5時間17分58秒 |
| 6    | タウノ・ラッパライネン       | フィンランド | 5時間18分33秒 |
| 7    | アンデシュ・ストローム       | スウェーデン | 5時間21分54秒 |
| 8    | ヨハン・ステーア             | ノルウェー   | 5時間25分30秒 |
| 9    | マルッティ・ラッパライネン   | フィンランド | 5時間30分09秒 |
| 10   | オットー・ヴァール           | ドイツ       | 5時間34分02秒 |
| 24   | 永田実                       | 日本         | 6時間02分24秒 |
| 25   | 高橋昴                       | 日本         | 6時間05分25秒 |
| 26   | 竹節作太                     | 日本         | 6時間05分50秒 |
| --   | 麻生武治                     | 日本         | 棄権          |

## 各国メダル数
| 順 | 国・地域     | 金 | 銀 | 銅 | 計 |
| -- | ------------ | -- | -- | -- | -- |
| 1  | スウェーデン | 1  | 1  | 1  | 3  |
| 1  | ノルウェー   | 1  | 1  | 1  | 3  |